# Comte de Paraty
Comte de Parati  est un titre de la noblesse portugaise créé par Arrêté Royal du 4 décembre 1813, signé par le Prince-Régent D. João, futur Jean VI le Clément, qui alors gouvernait au nom de sa mère la reine Marie Ire.

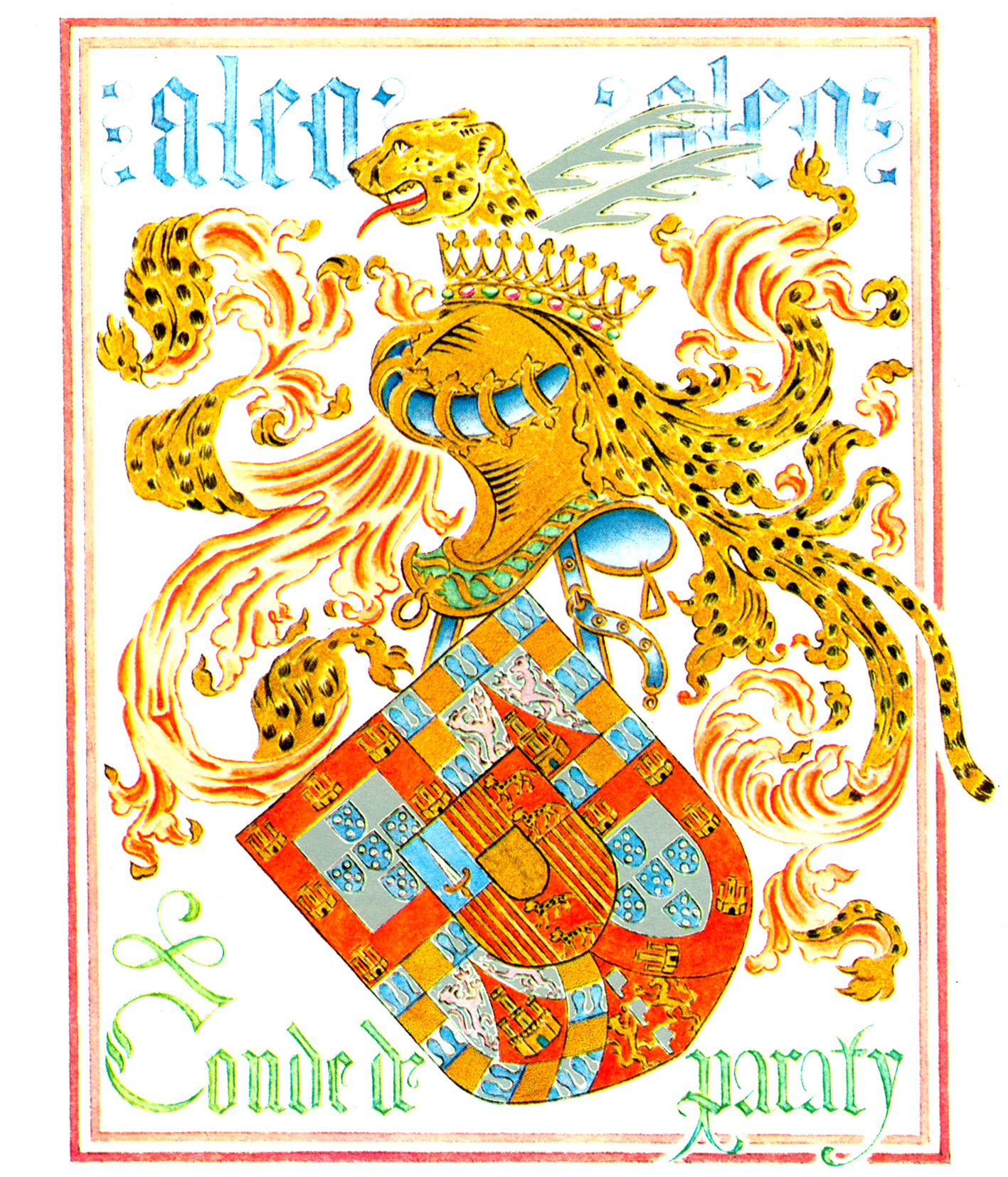
Armoiries du Comte de Paraty

## Titulaires
- D. Miguel Rafael António do Carmo de Noronha Abranches Castelo Branco (1784-1849), 1er Comte de Parati — colonel de Chevalerie de l'Armée Portugaise, Pair du Royaume, Grand-croix de l'Ordre de la Tour et de l'Épée, Conseiller du Trésor Royal et confident du Prince-Régent D. João, futur João VI du Portugal; propriétaire d'une sesmaria à Paraty et de la Quinta de Botafogo, à Rio de Janeiro.
- D. João Inácio Francisco de Paula de Noronha (1820-1884), 2e Comte de Parati — officier-principal de la Maison Royale et Commandeur de l'Ordre de l'Immaculée Conception de Vila Viçosa, Grand-Maître de la Maçonnerie du 30 octobre 1869, date à laquelle l'unité des Orients s'est concrétisée, jusqu'en 1881[2], et filleul de D. João VI du Portugal et de Marie-Léopoldine d'Autriche.
- D. Miguel Aleixo António do Carmo de Noronha (1850-1932), 3e Comte de Parati — diplomate et politicien, auteur de "Portugal e Brasil: conflito diplomático. Breves explicações do Comte de Parati"; il épouse D. Isabel de Sousa Botelho, fille du Comte et de la Comtesse de Vila Real. Leur fille D. Júlia do Carmo de Noronha épouse Henrique Mitchell de Paiva Couceiro.

- Après la Proclamation de la République portugaise, par décision du Chef de la Maison Royale, le titre est attribué à D. Miguel António do Carmo de Noronha de Paiva Couceiro (1909-1979), puis, à sa mort, à son fils ainé D. Henrique António do Carmo de Noronha de Paiva Couceiro (1939-1999). D. Henrique n'ayant pas eu de succession, le titre est passé à son frère D. Pedro, 2e dans la ligne de succession. D. Pedro de Noronha de Paiva Couceiro, fils ainé de ce dernier, est l'actuel Comte de Paraty.